# Сен-Бюэй
Сен-Бюей (фр. Saint-Bueil) — коммуна во Франции, находится в регионе Рона — Альпы. Департамент коммуны — Изер. Входит в состав кантона Шартрёз-Гье. Округ коммуны — Ла-Тур-дю-Пен.
Код INSEE коммуны — 38372. Население коммуны на 2006 год составляло 694 человека. Населённый пункт находится на высоте от 293  до 570  метров над уровнем моря. Муниципалитет расположен на расстоянии около 460 км юго-восточнее Парижа, 75 км юго-восточнее Лиона, 33 км севернее Гренобля. Мэр коммуны — Daniel Jouravel, мандат действует на протяжении 2008—2014 гг.
Динамика населения (INSEE):